# Bois du Quesnoy
Le Bois du Quesnoy est un bois se trouvant sur le territoire d'Oisy.
D'une superficie de 60 hectares, il est ce qui reste des forêts et bois entourant autrefois le village d'Oisy.
Il ne doit sa survie aux grands défrichages du XVIIIe siècle et XIXe siècle que parce que son sous-sol est fait de sable. Il a d'ailleurs été exploité comme carrière jusque récemment. Lien entre le village et le marais, il appartient au domaine privé et s'y trouve une chapelle dédiée à Notre-Dame de Montaigu.

## La forêt d'Oisy
La forêt d’Oisy, considérablement diminuée depuis le XIVe siècle par des défrichements partiels appartenait à la Seigneurie d’Oisy, enveloppant dans son vaste contour la ville et le château d’Oisy qui, placés sur une colline assez élevée, la dominait presque entièrement. Elle s’étendait au midi jusqu’au village d’Epinoy dont le nom indique assez la position originelle dans ce lieu couvert de ronce et d’épines. Au Nord, on la voyait s’allonger vers le marais qui formait, avec la rivière de la Sensée, une barrière naturelle entre elle et le château de Forestel de la ville d’Arleux, les villages de Palluel, de Brunémont et de l’Abbaye du Verger.
Dans sa plus grande largeur, la forêt d’Oisy comprenait un espace de plus de deux lieues, présentant sur son contour deux anfractuosités profondes, de sorte que vue à vol d’oiseau, cette forêt devait présenter l’aspect bizarre d’une feuille de marronnier 
Il n’y avait peut-être pas dans tout le Nord de la France, un pays où les accidents de terrain fussent plus multipliés que dans cette portion du Cambrésis. Aussi n’était-ce pas chose aisée, quand au Moyen Âge, il fallait traverser ces parages, par des routes se croisant de mille façons diverses, allaient tantôt se perdre dans l’intérieur des bois, aboutir à quelque lieu obscur ou bien à des ravins difficiles à franchir !
Mais ce qu’on devait le plus redouter en ces lieux, c’était la rencontre avec les veneurs et les forestiers de Guillaume de Coucy, qui, d’ordinaire sillonnaient ces bois en tous sens, la rapière au côté et l’Arbalète sur l’épaule, gens fort peu traitables et ne se faisant point faute de détrousser les passants en guise de gibier, sûrs qu’ils étaient d’une complète impunité.

## La Chasse àOisysous l'Ancien-Régime
Oisy, par sa géographie et son emboisement jusqu'au XVIIIe siècle a toujours été un terrain de chasse important pour les seigneurs du lieu.
De cet occupation, il ne nous reste que les témoignages des difficultés des manants à protéger leurs cultures du gibier comme du seigneurs durant ses parties de chasse :

### Abus du droit de chasse àOisy
« A Rumaucourt, à Bellonne, les lièvres, les lapins, les perdrix dévorent entièrement les avêtis, le Comte d’Oisy ne chassant pas et n’y faisant pas chasser. Dans vingt villages circonvoisins d’Oisy où il chasse, c’est à cheval et à travers les récoltes. Les gardes toujours armés ont tué plusieurs personnes sous prétexte de veiller à la conservation des droits de leurs maîtres … Le gibier, qui excède de beaucoup celui des capitaineries royales, mange chaque année l’espoir de la récolte, vingt mille rasières de blé et autant d’autres grains ».

### Extrait des Cahiers de Doléances de la Seigneurie d’Oisy
« Qu’a l’exemple des princes de sang, il soit ordonné aux Seigneurs de terres ou fiefs d’empêcher le dégât occasionné par le gibier, notamment des lapins, en faisant faire des chasses, fouiller et renverser tous les terriers, ainsi qu’il est ordonné pour les forêts de sa majesté. Qu’en cas de négligence de leur part, il soit permis aux habitants des communes, sur une simple ordonnance du juge royal le plus prochain rendue sur le vu d’un procès-verbal qui aura constaté les dégâts du gibier, de le chasser et de la réduire en tel nombre qu’il ne puisse dévaster les terres, dévastation dont les cultivateurs jusqu'à présent n’ont pu obtenir aucune indemnité. »

## Propriétaires
(liste non exhaustive)
- vers 1440 à 1498 : Marie d'Ailly de Raineval, dame du Bois du Quesnoy, épouse de Antoine Rollin, Grand Bailli du Hainaut